# 030 Midi 801 à 1202
Les 030 Midi 801 à 1202 sont des locomotives à vapeur de disposition 030 (Bourbonnais) construites entre 1867 et 1889 pour la Compagnie du Midi afin de tracter des trains de marchandises sur l'ensemble du réseau et des trains de voyageurs sur les lignes à fortes rampes. L'essentiel de la série a été fabriqué avec des roues motrices de 1 300 mm et celles destinées aux voyageurs sont pourvues de roues de 1 600 mm ; les jeux de roues étant interchangeables, permettant de convertir en atelier chaque locomotive pour un service où l'autre.

## Genèse
À la fin des années 1860, le réseau de la Compagnie des chemins de fer du Midi était en pleine expansion mais son parc de locomotives se montrait à la fois trop faible et comportait plusieurs séries disparates dont la puissance se montrait trop faible pour la traction des trains de marchandises.
Sur les lignes de montagne, le Midi avait mis à la tâche des 032T « Engerth » puis une première série de quinze 040 mais ces locomotives étaient plus lourdes et chères que les locomotives conventionnelles à trois essieux moteurs affectées sur le reste du réseau, dont les 030 Midi 601 à 640 construites en 1862-1863. Ces dernières constituaient alors la série la plus importante dans le domaine des marchandises.

## Construction
La compagnie du Midi a fait réaliser les six premières : 801 à 806 dans ses propres ateliers en 1867, lesquels réaliseront encore deux autres 847-848. Le reste a été assemblé par des industries privées, dont 63 en Autriche.
En 1868-1869, la Société alsacienne de constructions mécaniques (SACM-Graffenstaden) construit les 807 à 826 tandis qu'André Koechlin & Cie (autre constructeur alsacien) livre les 827 à 846. Les 817 à 846 ayant de grandes cabines de conduite avec une paroi frontale comme les 801 à 806. Les autres ont un abri standard plus petit avec un bouclier étroit à l'avant.
Les locomotives livrées en 1872 par Fives-Lille (849-868) et Le Creusot (869-888) se distinguent par leur abri moins petit mais sans protection supplémentaire contre les éléments. On le retrouvera sur le reste de la série.
Les 889 à 1063, plus lourdes d'une tonne sont fabriquées par Le Creusot (889-948 de 1874 à 1877 et 1044-1063 en 1883), Cail & Cie (949-978 en 1882), la Lokomotivfabrik der StEG (de) (979-1023 et 1034 à 1043 en 1882) et la Wiener Neustädter Lokomotivfabrik (de) (1024-1033 la même année).
La dernière version est légèrement alourdie et se singularise par un jeu d'essieux et une distribution différente lorsqu'elle est configurée avec de grandes roues. Fives-Lille produit les 1088 à 1177 entre 1884 et 1886 tandis que les 1064-1087 et 1178-1202 sont l’œuvre du Creusot.  

## Service
La plupart des photographies connues de ces locomotives les montrent « chaussées » de leurs grandes roues. La répartition des deux variantes à l'origine et au fil du temps reste cependant méconnue.
En trafic voyageurs, elles assurent la relève des locomotives de disposition 120, mal à l'aise sur les lignes accidentées, mais capables de vitesses bien supérieures en plaine ou en moyenne montagne. Elles étaient omniprésentes sur la Ligne de Béziers à Neussargues où les pentes culminant à 33 ‰ limitaient à 65 t la charge remorquable par une seule locomotives. Elles étaient donc employées par deux sur les fortes rampes ; une seule étant utilisées sur les sections moins ardues où elles tractaient 160 t à 45-55 km/h. Les 230 Midi 1401 à 1431, dotées de roues du même diamètre, ont été construites spécialement pour remplacer les 030 en tête des trains de voyageurs sur cette ligne. Au début du XXe siècle, elles y servaient encore à l'assistance des nouvelles locomotives sur les rampes les plus fortes.
La traction des trains de marchandises sur les lignes les plus compliquées (à fortes rampes) est d'emblée confiée à des locomotives de disposition 040 dont 70 exemplaires en plusieurs séries ont été construits de 1863 à 1888. Sur les lignes à profil facile, elles n'avaient pas de concurrence jusqu'à l'apparition de machines transformées avec un essieu porteur. L'arrivée de locomotives plus puissantes construites de 1901 à 1913, puis après l'armistice de locomotives ex-Allemandes ou assemblées aux USA les chasseront des services plus exigeants.
À la veille de la Première Guerre mondiale, l'ensemble de celles qui n'ont pas été transformées en 031 ou 130 est encore à l'inventaire de la Compagnie du Midi, soit 339 locomotives.
Durant l'entre-deux-guerres, l'arrivée de nouvelles locomotives de forte puissance et l'électrification des lignes du Midi déplacent vers les marchandises et omnibus des locomotives moins anciennes, reléguant les 030 vers davantage de services secondaires et aux manœuvres. En 1934, il en reste malgré tout 252 aux écritures (139 l'année suivante) mais une grande partie n'est pas immatriculée au PO-Midi ; les autres devenant les 030-101 à 194.
La SNCF récupère le reliquat de la série lors de sa création en 1938 : 56 exemplaires. Elles disparaissent dans les années qui suivent.

### Transformations
À la fin du XIXe siècle, la puissance limitée de ces locomotives fait que nombre d'entre-elles sont affectées à des trains de voyageurs et de messageries, où des vitesses plus importantes étaient demandées. Plutôt que de construire de nouvelles locomotives, la Compagnie du Midi fait transformer des 030 de cette série avec un essieu supplémentaire et une masse plus importante. Les locomotives transformées sont toutes du sous-type à grandes roues.
En 1891, quatre exemplaires sont transformés sur le modèle des 031 du PLM avec un essieu porteur sous l'abri des conducteurs. Châssis et foyer sont allongés faisant passer la longueur à 9,550 m. Ces 031 2801 à 2804 sont retirées du service entre 1925 et 1933. 
En 1895, quatre autres sont converties en 130. Le châssis est modifié avec un allongement à l'avant sur lequel reposent de nouveaux cylindres avec un bissel avant tandis que les trois essieux moteurs sont reculés en direction de la cabine, laquelle repose en partie sur la dernière paire de roues. La chaudière est plus longue et possède deux dômes positionnés différemment par rapport à ceux des 031. Elles sont numérotées 130 2851 à 2854. Une série supplémentaire de cinq machines est modifiée en 1898 (série 2855 à 2859). Les neuf exemplaires sont encore à l'effectif en 1934.
En 1899, une transformation plus aboutie est réalisée qui préfigure la création des futures 130A et B des Chemins de fer de l'Est. La chaudière, les cylindres et l'abri sont remplacés et le châssis allongé et renforcé. Comportant peu de pièces issues des locomotives d'origine, elles sont de système compound à deux cylindres (un haute pression HP et un basse pression BP, contrairement aux 220, 221 et 230 compound de Glehn à quatre cylindres alternés). La nouvelle chaudière plus large et longue est pourvue d'un foyer Belpaire carré. Après avoir reconstruit 14 locomotives entre 1899 et 1901, la série est portée à 50 durant la période 1903-1914. Classées dans la série des 130 Midi 1801 à 1850, elles comportent deux prototypes réalisés en 1908 avec une chaudière Brotan. Mis à part ces deux dernières machines (1827 et 1828), l'ensemble est en service en 1934 et la SNCF les classera dans la série des 4.130B.

## Description
Il s'agit de locomotives à trois essieux couplés (à adhérence totale). Les cylindres sont extérieurs et une partie de la distribution est logée à l'intérieur (entre les roues).
Leur châssis a été spécialement prévu pour pouvoir accommoder des roues de petite taille 1 300 mm ou de grande taille 1 600 mm. Le tablier de ces locomotives est rectiligne avec de grands couvre-roues. Lorsque des roues de grand diamètre sont utilisées, le tablier de la locomotive est dans l'axe du tender, sinon il est disposé plus bas. En raison de cette différence de niveau, les tampons sont montés sur une plaque dont les attaches sont décalées par rapport à leur axe. En cas de changement de roues, il suffit de détacher ces tampons pour pivoter leur support de 180° pour qu'ils soient toujours à la bonne hauteur. La distribution et la suspension[réf. nécessaire] diffèrent selon le choix de roues. Les locomotives produites à partir de 1884 (numéros 1064 à 1202) ont été pourvues d'une distribution spécifiques et de nouveaux essieux de grande taille, sans doute pour améliorer les performances à grandes vitesses.[réf. nécessaire]